# إريك براون (ممثل)
إريك براون (بالإنجليزية: Eric Brown)‏ مواليد 17 ديسمبر 1964 في نيويورك، الولايات المتحدة، هو ممثل أمريكي بدأ مسيرته الفنية سنة 1974. امتدت مسيرته الفنية لأكثر من 25 عاما. ظهر في مسلسل ريمنغتون ستيل.

## روابط خارجية
- إريك براون على موقع IMDb (الإنجليزية)
- إريك براون على موقع أول موفي (الإنجليزية)
- إريك براون على موقع قاعدة بيانات الفيلم (الإنجليزية)